# コマツオープン
コマツオープン(KOMATSU OPEN)は、9月（開始年の2007年は10月）に石川県小松市の小松カントリークラブで開催される日本のプロシニアゴルフ大会の一つである。2021年現在、賞金総額6000万円、優勝賞金1200万円。なお、各年の大会名は「コマツオープン2018」のように開催西暦年が付与される。
主催は小松製作所（コマツ）、主管は日本プロゴルフ協会。

## 歴代優勝者
| 開催年 | 開催時期       | 優勝                       | スコア   | 出典        |
| ------ | -------------- | -------------------------- | -------- | ----------- |
| 2024年 |                | 平塚哲二                   |          |             |
| 2023年 |                | 久保勝美                   |          |             |
| 2022年 |                | 深堀圭一郎                 |          |             |
| 2021年 | 9月9日-11日    | 井戸木鴻樹                 | 199(-17) | [ 1 ]       |
| 2019年 | 9月12日-14日   | タワン・ウィラチャン       | 202(-14) | [ 4 ]       |
| 2018年 | 8月30日-9月1日 | 朴富遠（パク・ブーウォン） | 201(-15) | [ 5 ] [ 6 ] |
| 2017年 | 8月31日-9月2日 | 金鍾徳（キム・ジョンドク） | 201(-15) | [ 7 ]       |
| 2016年 | 9月8日-10日    | プラヤド・マークセン       | 199(-17) | [ 3 ]       |
| 2015年 | 9月10日-12日   | 崎山武志                   | 203(-13) | [ 8 ]       |
| 2014年 | 9月11日-13日   | 尾崎健夫                   | 202(-14) | [ 9 ]       |
| 2013年 | 9月12日-14日   | 真板潔                     | 204(-12) | [ 10 ]      |
| 2012年 | 9月6日-8日     | 尾崎直道                   | 203(-13) | [ 11 ]      |
| 2011年 | 9月8日-10日    | フランキー・ミノザ         | 206(-10) | [ 12 ]      |
| 2010年 | 9月9日-11日    | 池内信治                   | 203(-13) | [ 13 ]      |
| 2009年 | 9月10日-12日   | 丸山智弘                   | 209(-7)  | [ 14 ]      |
| 2008年 | 9月5日-7日     | 中瀬寿                     | 203(-13) | [ 15 ]      |
| 2007年 | 10月5日-7日    | 中尾豊健                   | 207(-9)  | [ 16 ]      |

## コマツオープン・プロアマチャレンジ大会
本戦開催翌日にコマツオープン・プロアマチャレンジ大会が開催される。主催は小松市ゴルフ協会。

## 以前のコマツオープン
コマツは1990年からシニアツアーを支援しており、冠大会となったトーナメントが以下のように開催されている。
| 開催年                                  | 開催時期                                          | 優勝                                              | スコア                                            | 開催地                                            |
| 日本プロゴルフシニア選手権/コマツカップ | 日本プロゴルフシニア選手権/コマツカップ           | 日本プロゴルフシニア選手権/コマツカップ           | 日本プロゴルフシニア選手権/コマツカップ           | 日本プロゴルフシニア選手権/コマツカップ           |
| --------------------------------------- | ------------------------------------------------- | ------------------------------------------------- | ------------------------------------------------- | ------------------------------------------------- |
| 2006年                                  | →詳細は「 日本プロゴルフシニア選手権大会 」を参照 | →詳細は「 日本プロゴルフシニア選手権大会 」を参照 | →詳細は「 日本プロゴルフシニア選手権大会 」を参照 | →詳細は「 日本プロゴルフシニア選手権大会 」を参照 |
| 2005年                                  | →詳細は「 日本プロゴルフシニア選手権大会 」を参照 | →詳細は「 日本プロゴルフシニア選手権大会 」を参照 | →詳細は「 日本プロゴルフシニア選手権大会 」を参照 | →詳細は「 日本プロゴルフシニア選手権大会 」を参照 |
| 2004年                                  | →詳細は「 日本プロゴルフシニア選手権大会 」を参照 | →詳細は「 日本プロゴルフシニア選手権大会 」を参照 | →詳細は「 日本プロゴルフシニア選手権大会 」を参照 | →詳細は「 日本プロゴルフシニア選手権大会 」を参照 |
| 2003年                                  | →詳細は「 日本プロゴルフシニア選手権大会 」を参照 | →詳細は「 日本プロゴルフシニア選手権大会 」を参照 | →詳細は「 日本プロゴルフシニア選手権大会 」を参照 | →詳細は「 日本プロゴルフシニア選手権大会 」を参照 |
| 2002年                                  | →詳細は「 日本プロゴルフシニア選手権大会 」を参照 | →詳細は「 日本プロゴルフシニア選手権大会 」を参照 | →詳細は「 日本プロゴルフシニア選手権大会 」を参照 | →詳細は「 日本プロゴルフシニア選手権大会 」を参照 |
| コマツオープン                          |                                                   |                                                   |                                                   |                                                   |
| 2001年                                  | 10月19日-21日                                     | 高橋勝成                                          | 211                                               | 石川県加賀市片山津ゴルフ倶楽部加賀コース          |
| 2000年                                  | 10月13日-14日                                     | 小林富士夫                                        | 139                                               | 福岡県嘉穂郡麻生飯塚ゴルフ倶楽部                  |
| コマツ名古屋テレビオープン              |                                                   |                                                   |                                                   |                                                   |
| 1998年                                  | 5月29日-31日                                      | 井上久雄                                          | 203                                               | 岐阜県瑞浪市花の木ゴルフクラブ                    |
| 1997年                                  | 9月19日-21日                                      | 小川清二                                          | 209                                               | 岐阜県瑞浪市花の木ゴルフクラブ                    |
| 1996年                                  | 9月13日-15日                                      | 草壁政治                                          | 207                                               | 岐阜県瑞浪市花の木ゴルフクラブ                    |
| 1995年                                  | 9月15日-17日                                      | 郭吉雄                                            | 210                                               | 岐阜県瑞浪市花の木ゴルフクラブ                    |
| コマツオープン                          |                                                   |                                                   |                                                   |                                                   |
| 1994年                                  | 6月10日-12日                                      | 太田了介                                          | 208                                               | 千葉県佐原市佐原スプリングスカントリー倶楽部      |
| 1993年                                  | 6月11日-13日                                      | 石井裕士                                          | 207                                               | 千葉県佐原市佐原スプリングスカントリー倶楽部      |
| 1992年                                  | 6月12日-14日                                      | 石井裕士                                          | 208                                               | 千葉県佐原市佐原スプリングスカントリー倶楽部      |
| 1991年                                  | 6月14日-16日                                      | 太田了介                                          | 211                                               | 千葉県佐原市佐原スプリングスカントリー倶楽部      |
| コマツアバンセオープン                  |                                                   |                                                   |                                                   |                                                   |
| 1994年                                  | 6月8日-10日                                       | 寺本一郎                                          | 208                                               | 静岡県三島市三島スプリングスカントリー倶楽部      |

## テレビ放送
大会最終日のみBS朝日において生中継で放送される。また、大会終了後にはBS朝日が制作したダイジェスト番組がテレビ朝日系列の北陸朝日放送（HAB）ではなく、日本テレビ系列のテレビ金沢で放送される。これはテレビ金沢が大会を後援しているためである。